# Nils Stormby
Nils Gunnar Inge Stormby, född 11 april 1929 i Lund, död 9 december 2010[källa behövs] i Slottsstadens församling, Malmö, var en svensk läkare, vinkännare, chokladkännare, författare, företagare och politiker (moderat).

## Biografi
Efter studentexamen i Malmö 1946 blev Stormby medicine kandidat vid Lunds universitet 1952, medicine licentiat 1958, medicine doktor 1963 på en avhandling om inverkan av acetylsalicylsyra på tumörer, docent i patologi vid Lunds universitet samma år; assistent och biträdande lärare vid Lunds universitets patologiska institution 1954–1961, underläkare vid patologiska centrallaboratoriet vid Lunds lasarett 1962, överläkare vid cytodiagnostiska centrallaboratoriet där 1966 och överläkare i Malmö från 1973.
Som läkare och patolog var Stormby tidigt verksam inom celldiagnostik och inom ADB-stöd till sjukvården. Han bedrev även laboratorieverksamhet som företagare. Stormby grundade och ägde det medicintekniska företaget Eurosund AB, tidigare Medscand AB. Han har också bedrivit undervisning och konsultverksamhet inom cytologi i Sverige och internationellt, bland annat åt Sida och WHO.
Stormby var kommunalråd för hälso- och sjukvårdsroteln i Malmö 1991–1993 och ordförande i sjukvårdsstyrelsen där 1992–1993. År 1992 blev han honorärkonsul i Malmö för kejsardömet Japan, och var från 1998 honorär generalkonsul. År 2007 utnämndes Stormby till KulturBornholms generalkonsul h.c. i Sverige. KulturBornholm nominerade 2009 honom som hederskonstnär i Østermarie på Bornholm.
Åren 1978–1979 var Stormby chefsöverläkare när en 19-åring giftmördade 17 patienter på östra sjukhusets långvårdsavdelning 26. Han var gift med japanfödda konsertpianisten Yukie Nagai-Stormby.
Nils Stormby fick mottaga Uppgående solens orden för sina femton år som konsul för Japan i Malmö, och för de affärsrelationer han skapade med Japan genom åren. Han är begravd på Limhamns kyrkogård i Malmö.

## Vin
Nils Stormby har uppgett att det första vin som han verkligen gillade när han provade det var det röda Bordeauxvinet Château Cantemerle (i Haut Médoc), som han provade när han var i 25-årsåldern, men som efter en tid inte längre gick att få tag på i Sverige. På grund av Systembolagets mycket begränsade sortiment på 1950-talet övergick hans intresse en tid till Châteauneuf-du-Pape. Det vin som fick honom att utveckla ett riktigt stort vinintresse var dock Sauternesvinet Château d'Yquem av den legendariska årgången 1921, som han ropade in på en auktion i början av 1960-talet. Det är framför allt som samlare och kännare av Château d'Yquem som Stormby blivit känd. Han blev också personligen bekant med Yquems dåvarande ägare, greve Alexandre de Lur Saluces.
Våren 2007 bestämde sig Stormby för att avyttra huvuddelen av sin vinsamling, bland annat med motivet att han ansåg att det skulle vara bortkastat om hans Château d'Yquem dracks upp till exempelvis chokladmousse av hans arvingar. Auktionen av Stormbys vinsamling genomfördes 28 september 2007 av Zachys i New York, och omfattade över 5000 flaskor fördelade på 666 auktionsposter. 148 av posterna utgjordes av Château d'Yquem av årgångarna 1858–2001. Dyrast i auktionen blev två poster om vardera tolv helflaskor Château d'Yquem 1945 som gick för 178 500 USA-dollar vardera, cirka 1 160 000 kronor, eller knappt 97 000 kronor per flaska. Totalt inbringade auktionen 4 526 094 dollar.  

## Citat
- "Jag föreslår att man ersätter Viagra med choklad istället."[13] (i sin roll som hedersordförande i Chokladakademien)
- "Visst kan man leva på aktier och optioner men de smakar inte lika bra som gåslever och Yquem."[14]
- "Jag vill sälja medan jag kan och vet hur jag skall göra det. Därför säljer jag nu. Och för att jag inte vill att arvingarna skall komma hit och plocka en Yquem till en tillfällig chokladmousse."[5](om försäljningen av huvuddelen av sin vinsamling 2007)